# Rigatona Corona
La Rigatona Corona è una struttura geologica della superficie di Venere.